# Domenico Gargiulo

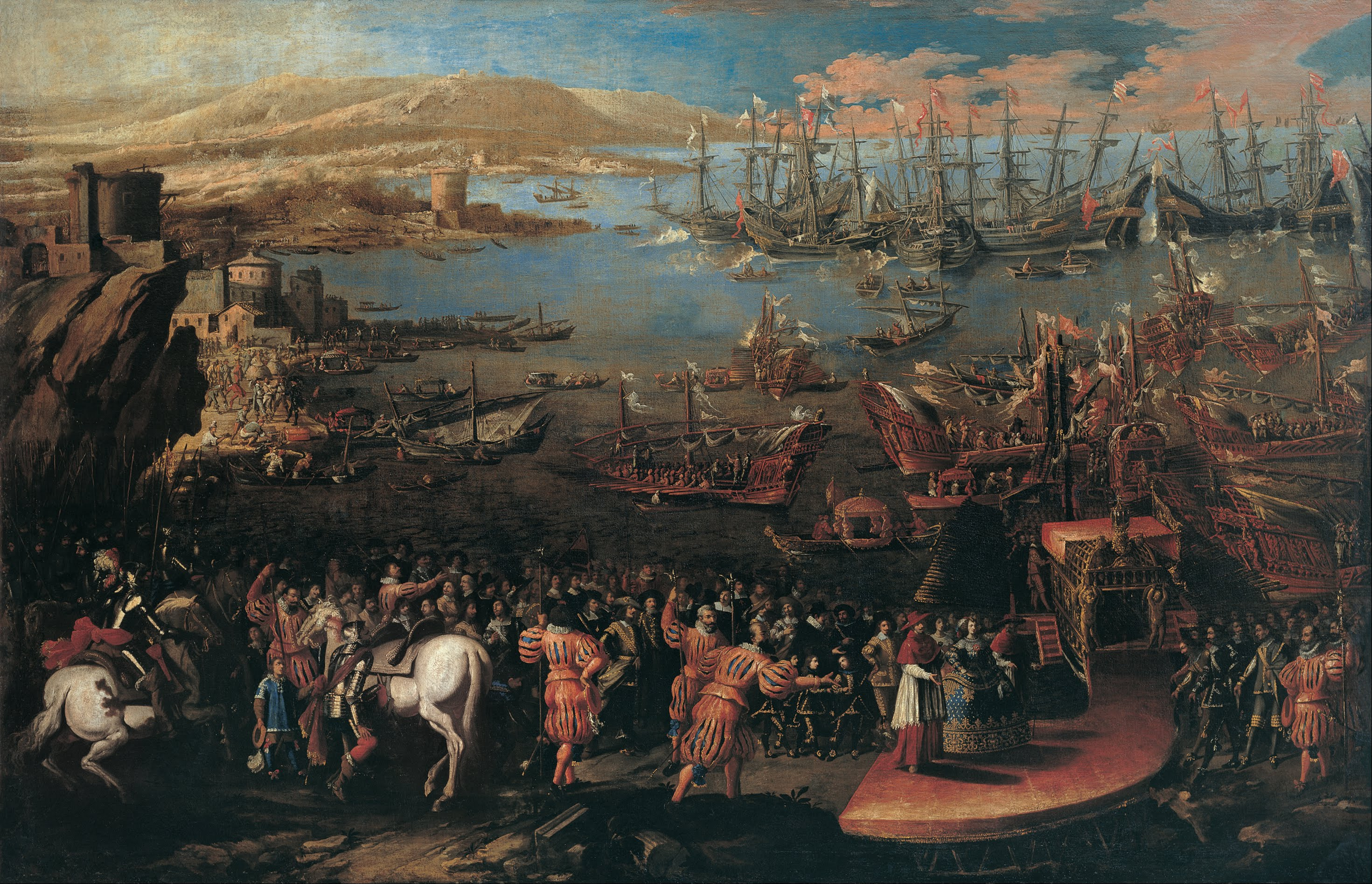
Landung der Infantin Maria in Neapel (1649)

Domenico Gargiulo (auch Micco Spadaro genannt, * 1609/1610 in Neapel; † ca. 1675 in Neapel) war ein italienischer Maler des Barock aus der Schule von Neapel. Er malte vor allem Landschafts- und Historienbilder.

## Leben und Werk
Über Gargiulos Leben ist nur wenig bekannt. Er war angeblich der Sohn eines Schwertfegers, weshalb er auch unter dem Namen Micco Spadaro auftrat. Er war ein Schüler von Aniello Falcone, der auch Andrea di Leone und Salvator Rosa unterrichtete. Das  Aktzeichnen lernte er von Antonio Vaccaro.
Gargiulo gilt in Neapel als Hauptvertreter des Staffagebildes im großen Format. Für seine Ereignisbilder wählte er Stoffe, bei denen er große Menschenmassen in einen landschaftlichen oder architektonischen Rahmen setzen konnte, wie z. B. beim Aufstand des Masaniello (1647), der Straßen und Plätze Neapels topographisch genau wiedergibt. Daneben entstanden Schlachtenbilder, Volksbelustigungen und andere Massenszenen. Seine frühen Werke wurden von Paul Bril und Filippo Napoletano beeinflusst. Als sein Hauptwerk gelten die Fresken der Certosa di San Martino in Neapel (1638–1656), die Darstellungen aus der Geschichte des Kartäuserordens zeigen.
Obwohl Gargiulo als Künstler sehr produktiv war, sind heute nur wenige seiner Werke in öffentlichen Sammlungen zu finden. Weil er viel für private Auftraggeber arbeitete, befinden sich die meisten seiner Bilder immer noch in Privatbesitz.